# Peddapuram
Peddapuram là một thành phố và khu đô thị của huyện East Godavari thuộc bang Andhra Pradesh, Ấn Độ.

## Địa lý
Peddapuram có vị trí 17°05′B 82°08′Đ / 17,08°B 82,13°Đ Nó có độ cao trung bình là 35 mét (114 feet).

## Nhân khẩu
Theo điều tra dân số năm 2001 của Ấn Độ, Peddapuram có dân số 45.174 người. Phái nam chiếm 49% tổng số dân và phái nữ chiếm 51%. Peddapuram có tỷ lệ 63% biết đọc biết viết, cao hơn tỷ lệ trung bình toàn quốc là 59,5%: tỷ lệ cho phái nam là 66%, và tỷ lệ cho phái nữ là 59%. Tại Peddapuram, 11% dân số nhỏ hơn 6 tuổi.